# ۹۴۱ (میلادی)
۹۴۱ (میلادی) نهصد و چهل و یکمین سال تقویم میلادی است.

## درگذشتگان
‎